# Aloeides nollothi
Aloeides nollothi är en fjärilsart som beskrevs av Tite och Dickson 1977. Aloeides nollothi ingår i släktet Aloeides och familjen juvelvingar. IUCN kategoriserar arten globalt som livskraftig. Inga underarter finns listade i Catalogue of Life.